# Miroslav Novák (teolog)
Miroslav Novák (ur. 26 października 1906 w Kyjovie, zm. 5 maja 2000 w Rouen) – czeski teolog, biskup, czwarty patriarcha Czechosłowackiego Kościoła Husyckiego.

## Życiorys
Urodził się 26 października 1906 roku w Kyjovie, jego ojciec – Leo Novák był młynarzem, a matka Anežka pochodziła z rodziny szklarzy. Jego ojciec zmarł w 1918, w wieku 44 lat. Matka z dziećmi wstąpiła w 1921 do Kościoła Czechosłowackiego. 
W 1926 roku zdał maturę i rozpoczął studia teologiczne w Pradze. W 1928 otrzymał święcenia kapłańskie z rąk ówczesnego patriarchy Gustava Adolfa Procházki. W latach 1928–1930 kontynuował studia na uniwersytetach w Marburgu i Lipsku. Od 1930 do 1932 był proboszczem w Slanach.
W 1934 roku uzyskał tytuł doktora filozofii na Wydziale Filozoficznym Uniwersytetu Karola. W 1945 został profesorem nadzwyczajnym na Czechosłowackim Ewangelickim Wydziale Teologicznym, a w 1950 profesorem zwyczajnym. W 1964 roku nadano mu tytuł doktora honoris causa Uniwersytetu Karola.
Od 1945 roku zasiadał we władzach Kościoła Czechosłowackiego. Rok później wybrano go biskupem diecezji praskiej CČSH, a w 1961 roku wybrano go na patriarchę Czechosłowackiego Kościoła Husyckiego. W 1964 roku doprowadził do wprowadzenia CČSH do Światowej Rady Kościołów.
Novák utrzymywał dobre stosunki z władzami Czechosłowacji, w 1945 roku wstąpił nawet do KSČ, wkrótce później zrezygnował jednak z członkostwa. W 1989 wyraził jednak w liście skierowanym do Františka Pitry ostry sprzeciw wobec prób tłumienia pokojowych demonstracji przez służby. 
Po przemianach politycznych w Czechosłowacji członkowie władz centralnych Kościoła zażądali, aby patriarcha zrezygnował z urzędu. Novák zrezygnował oficjalnie 15 maja 1990 roku i przeszedł na emeryturę. Jego następcą został 60–letni biskup Vratislav Štěpánek.
Na emeryturze mieszkał w Pradze, Frýdlancie i Rouen. Podczas pobytu we Francji ożenił się z Luizą Bourdon, pod której opieką mieszkał w Rouen aż do śmierci.

## Publikacje
- Hodnocení života : Předneseno při akademických bohoslužbách cčs v Husově sboru v Praze na Vinohradech dne 24. března 1946..., Praga: Ak. klub Tábor, 1947. Brak numerów stron w książce

- Cestou lásky a pokoje : ze života a díla patriarchy dr. Miroslava Nováka, Praga: Ústřední církevní nakladatelství, 1962. Brak numerów stron w książce